# Stub (elettronica)

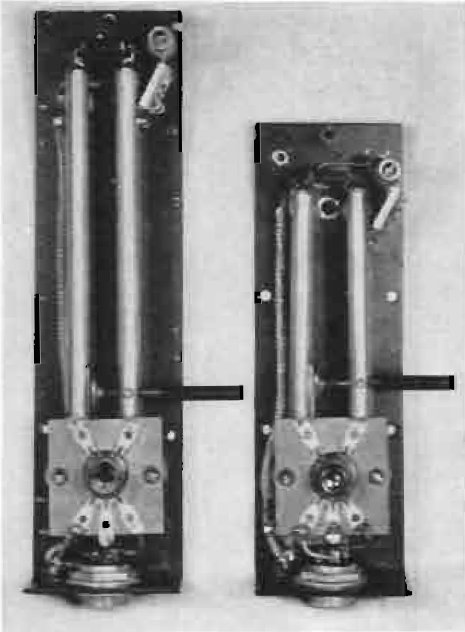
Circuiti a stub risonante in un ricetrasmettitore UHF valvolare a spalla, 1938. La lunghezza è circa 1/8 di lunghezza d'onda: (sinistra) stub per 200 MHz lungo 19 cm, (destra) stub per 300 MHz lungo 12,5 cm

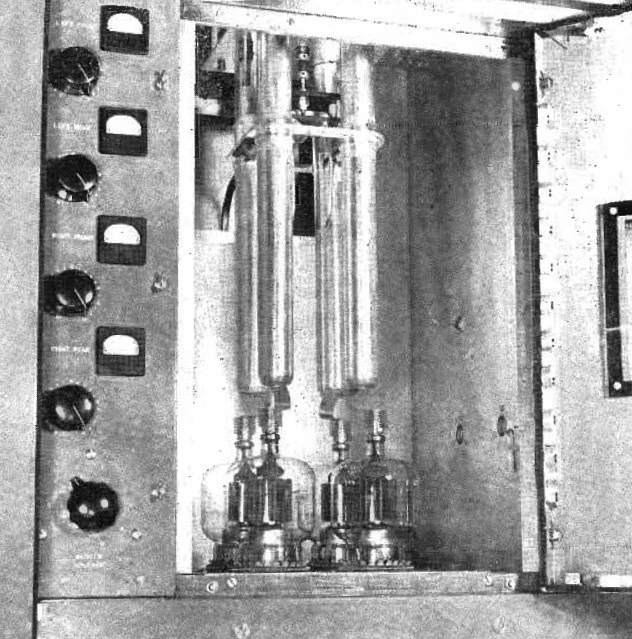
Trasmettitore broadcast FM da 10 kW dal 1947 che mostra il circuito nella piastra con uno stub risonante da un quarto d'onda

Nell'ingegneria delle microonde e della radiofrequenza, uno stub o stub risonante è un tratto di linea di trasmissione o di guida d'onda che è connesso ad una sola estremità. L'estremità libera dello stub è lasciata aperta o cortocircuitata (come sempre accade per le guide d'onda). Trascurando le perdite della linea di trasmissione, l'impedenza d'ingresso dello stub è puramente reattiva; o capacitiva o induttiva, a seconda della lunghezza elettrica dello stub e a seconda di se l'estremità libera è aperta o in cortocircuito. Gli stub possono quindi funzionare da condensatori, induttori e circuiti risonanti alle frequenze radio.
Il comportamento degli stub è dovuto alle onde stazionarie nella loro lunghezza. Le loro proprietà reattive sono determinate dalla loro lunghezza fisica in relazione alla lunghezza d'onda delle onde radio. Perciò, gli stub sono usati molto comunemente nei circuiti per le UHF o per le microonde per i quali le lunghezze d'onda sono sufficientemente piccole da rendere anche gli stub convenientemente piccoli.  Sono spesso usati per sostituire condensatori e induttori discreti, poiché alle frequenze UHF e delle microonde i componenti concentrati hanno cattive prestazioni a causa della reattanza parassita. Gli stub sono usati comunemente nei circuiti per l'adattamento di impedenza delle antenne, nei filtri selettivi in frequenza, e nei circuiti risonanti per oscillatori UHF e amplificatori RF.
Gli stub possono essere costruiti con ogni tipo di linea di trasmissione: linea a conduttori paralleli (linee di Lecher), cavo coassiale, stripline, guida d'onda e guida d'onda con dielettrico. I circuiti con stub possono essere progettati usando una carta di Smith, uno strumento grafico con cui si può determinare che lunghezza di un tratto di linea si deve usare per ottenere la reattanza desiderata.

## Stub cortocircuitato
L'impedenza di ingresso di una linea cortocircuitata senza perdite è
{\displaystyle Z_{\mathrm {SC} }=jZ_{0}\tan(\beta l)\,\!}
dove j è l'unità immaginaria, {\displaystyle Z_{0}} è l'impedenza caratteristica della linea, {\displaystyle \beta =2\pi /\lambda \,} è la costante di fase della linea ed {\displaystyle l} è la lunghezza fisica della linea.
Quindi, a seconda che {\displaystyle \tan(\beta l)} sia positivo o negativo, lo stub sarà induttivo o capacitivo, rispettivamente.
La lunghezza che deve avere uno stub affinché agisca da condensatore C ad una pulsazione {\displaystyle \omega } è allora data da:
{\displaystyle l={\frac {1}{\beta }}\left[(n+1)\pi -\arctan \left({\frac {1}{\omega CZ_{0}}}\right)\right]}
La lunghezza che deve avere uno stub affinché agisca da induttore L alla stessa pulsazione è data da:
{\displaystyle l={\frac {1}{\beta }}\left[n\pi +\arctan \left({\frac {\omega L}{Z_{0}}}\right)\right]}

## Stub a circuito aperto
L'impedenza di ingresso di uno stub a circuito aperto senza perdite è data da
{\displaystyle Z_{\mathrm {OC} }=-jZ_{0}\cot(\beta l)\,\!}
Ne consegue che a seconda che {\displaystyle \cot(\beta l)} sia positivo o negativo, lo stub sarà capacitivo o induttivo, rispettivamente.
La lunghezza che deve avere uno stub a circuito aperto affinché agisca da induttore L ad una pulsazione {\displaystyle \omega } è:
{\displaystyle l={\frac {1}{\beta }}\left[(n+1)\pi -\operatorname {arccot} \left({\frac {\omega L}{Z_{0}}}\right)\right]}
La lunghezza che deve avere uno stub a circuito aperto affinché agisca da condensatore C alla stessa pulsazione è:
{\displaystyle l={\frac {1}{\beta }}\left[n\pi +\operatorname {arccot} \left({\frac {1}{\omega CZ_{0}}}\right)\right]}

## Stub risonante
Gli stub sono spesso usati come circuiti risonanti negli oscillatori e nei filtri a elementi distribuiti.  Uno stub a circuito aperto di lunghezza {\displaystyle \scriptstyle l} avrà un'impedenza capacitiva a bassa frequenza quando {\displaystyle \scriptstyle \beta l<\pi /2}.  Sopra tale frequenza l'impedenza è induttiva.  Se precisamente {\displaystyle \scriptstyle \beta l=\pi /2} lo stub presenta impedenza nulla come un cortocircuito. Qualitativamente, questo è lo stesso comportamento di un circuito risonante in serie.  Per una linea senza perdite la costante di cambio di fase è proporzionale alla frequenza,
{\displaystyle \beta ={\omega  \over v}}
dove v è la velocità di propagazione ed è costante con la frequenza per una linea senza perdite. In tal caso la frequenza di risonanza è data da
{\displaystyle \omega _{0}={\frac {\pi v}{2l}}}
Gli stub, pur funzionando come circuiti risonanti, differiscono dai circuiti risonanti a elementi concetrati in quanto hanno più frequenze di risonanza; oltre alla frequenza di risonanza fondamentale {\displaystyle \scriptstyle \omega _{0}\,}, essi risuonano alle frequenze multiple di tale frequenza: {\displaystyle \scriptstyle n\omega _{0}\,}.  L'impedenza non continuerà a crescere come una funzione monotona con la frequenza dopo la risonanza come in un circuito accordato a elementi concentrati. Essa crescerà
fino al punto dove {\displaystyle \scriptstyle \beta l=\pi } in cui si comporterà come un circuito aperto. Dopo questo punto (che in realtà è un punto di anti-risonanza) l'impedenza diventerà di nuovo capacitiva e inizierà a decrescere. Essa continuerà a decrescere fino a {\displaystyle \scriptstyle \beta l=3\pi /2\,} in cui si comporta nuovamente come un cortocircuito. In questo punto l'azione di filtraggio dello stub fallisce totalmente. Questa risposta dello stub continua a ripetersi al crescere della frequenza alternando risonanza e anti-risonanza. Questa non è una caratteristica solo degli stub, ma di tutti i filtri a elementi distribuiti e cioè che esiste una certa frequenza oltre la quale il filtro fallisce e vengono prodotte più bande passanti indesiderate.
Allo stesso modo, uno stub cortocircuitato è anti-risonante a {\displaystyle \scriptstyle \pi /2}, cioè si comporta come un circuito risonante parallelo, ma, nuovamente, fallisce se ci si avvicina a {\displaystyle \scriptstyle 3\pi /2}.

## Adattamento di impedenza mediante stub

In un circuito con stripline, uno stub può essere posizionato appena prima di un connettore di uscita per compensare piccoli disadattamenti dovuti al carico di uscita del dispositivo o al connettore stesso.

Gli stub possono essere usati per adattare un'impedenza di carico all'impedenza caratteristica della linea di trasmissione. Lo stub è posizionato a una certa distanza dal carico. Questa distanza viene scelta in modo tale che in tale punto la parte resistiva dell'impedenza di carico sia resa uguale alla parte resistiva dell'impedenza caratteristica mediante l'azione di un trasformatore di impedenza per il tratto di linea principale. La lunghezza dello stub viene scelta in modo tale da cancellare esattamente la parte reattiva dell'impedenza presentata. In pratica, lo stub viene reso capacitivo o induttivo a seconda che la linea principale presenti rispettivamente un'impedenza induttiva o capacitiva. Questa non è la stessa dell'impedenza effettiva del carico poiché la parte reattiva dell'impedenza del carico sarà soggetta all'azione del trasformatore di impedenza così come la parte resistiva.  Gli stub per l'adattamento possono essere regolati in modo che l'adattamento possa essere corretto in fase di test.
Un singolo stub otterà un adattamento perfetto solo a una frequenza specifica. Per l'adattamento a banda larga possono essere utilizzati diversi stub distanziati lungo la linea di trasmissione principale. La struttura risultante è simile a un filtro e vengono applicate le tecniche di progettazione di un filtro.  Per esempio, la rete per l'adattamento può essere progettata come un filtro di Chebyshev ma è ottimizzata per l'adattamento di impedenza invece che per la trasmissione a banda passante. La funzione di trasmissione risultante della rete ha un'ondulazione di banda passante come il filtro Chebyshev, ma le ondulazioni non raggiungeranno mai gli 0 dB di perdita di inserzione in alcun punto della banda bassante, come farebbero per un filtro standard.

## Stub radiale

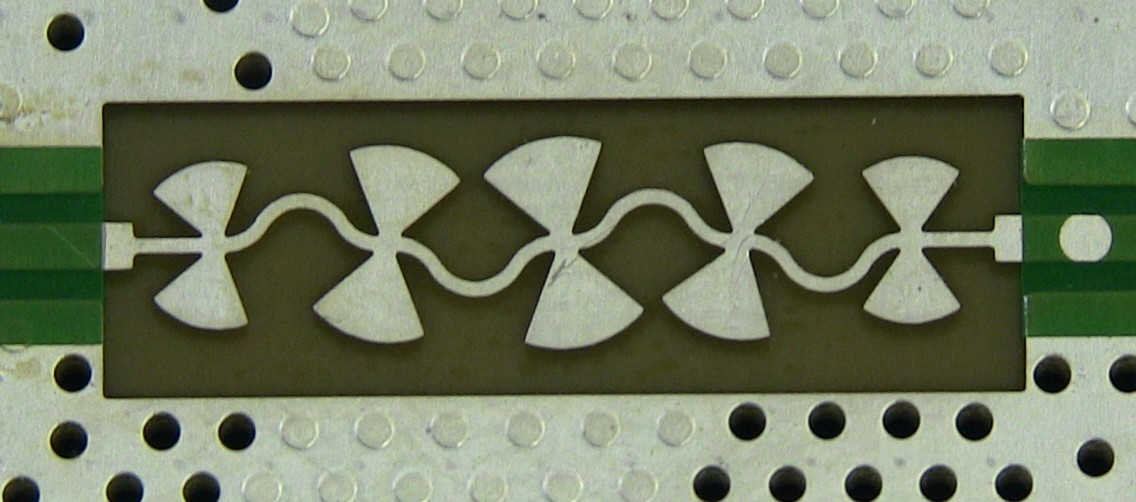
Un filtro a microstriscia che usa degli stub a farfalla

Gli Stub radiali sono componenti planari che consistono in un settore di un cerchio piuttosto che una linea a larghezza costante. Vengono usati con le linee di trasmissione planari quando è richiesto uno stub a bassa impedenza. Le linee a bassa impedenza caratteristica richiedono una linea larga. Con una linea larga la giunzione dello stub con la linea principale non è in un punto ben definito. Gli stub radiali superano questa difficoltà restringendosi fino a un punto alla giunzione. I circuiti filtranti che utilizzano stub spesso li usano in coppia, uno connesso a ciascun lato della linea principale.  Una coppia di stub radiali così connessi è chiamata stub a farfalla.